# Anne Lambelin
Pour les articles homonymes, voir Lambelin.
Anne Lambelin, née à Uccle le 19 décembre 1987 est une femme politique belge wallonne, membre du Parti socialiste (Belgique). Elle est aujourd'hui députée au Parlement Wallon ainsi que cheffe de groupe pour le Parti Socialiste au Sénat.
Elle est diplômée de l’ULB, détentrice d’un Master en sciences politiques (finalité Gestion publique).
Pour les élections régionales de Wallonie de 2024, elle est tête de liste pour le Parti socialiste en Brabant Wallon.

## Carrière politique
- 2012 - 2017 : conseillère communale de La Hulpe
- 2013 - 2014 : présidente de CPAS de La Hulpe
- 2013 - 2014 : échevine de La Hulpe
- 2014 - 2019 : membre du Parlement wallon
- 2014 - 2019 : membre du Parlement de la Communauté française
- 2014 - 2019 : sénatrice des entités fédérées désignée par le Parlement wallon
- Depuis le 3 décembre 2018 : conseillère communale de Rixensart[4]
- 2024 - 2029 : Cheffe de groupe au Sénat et députée au Parlement Wallon[2],[1]